# Martyn Grimley
Martyn Grimley, född den 24 januari 1963 i Halifax, Storbritannien, är en brittisk landhockeyspelare.
Han tog OS-guld i herrarnas landhockeyturnering i samband med de olympiska landhockeytävlingarna 1988 i Seoul.